# Maurice Mollin
Maurice Mollin   (Anvers, 6 de maig de 1924 - Anvers, 5 d'agost de 2003) va ser un ciclista de carreres belga. Va participar al Tour de França de 1947 i 1948. Va acabar en cinquè lloc a la París-Roubaix 1957.

## Palmarès
Palmarès de Maurice Mollin.
- 1947
  - 1r a Melsele
  - 1r a Wilrijk
  - 1r al Gran Premi Gran Premi 1r de maig d'Hoboken
- 1948
  - 1r a la Beveren-Waas
  - 1r a la Lieja-Bastogne-Lieja
  - Vencedor d'una etapa de la Volta a Bèlgica
- 1951
  - 1r a Mechelen
  - 1r de la Ronde van Haspengouw
- 1952
  - Vencedor d'una etapa de la Volta a Bèlgica
- 1953
  - 1r a Borgerhout
  - 1r a Wilrijk
  - 1r a Ruisbroek
  - 1r a Kieldrecht
- 1955
  - 1r a Deurne
- 1957
  - 1r a Averbode
  - 1r a Welle

### Resultats al Tour de França
- 1947. 42è de la classificació general
- 1948. Abandona (4a etapa)

### Resultats a la Volta a Espanya
- 1950. Abandona

### Resultats al Giro d'Itàlia
- 1953. Abandona